# توماس إبراهام
توماس إبراهام (بالإنجليزية: Thomas Abraham)‏ (19 يونيو 1838 في المملكة المتحدة - 14 ديسمبر 1873 في الجزائر) هو لاعب كريكت بريطاني (وحمل سابقاً جنسية المملكة المتحدة لبريطانيا العظمى وأيرلندا).

## وصلات خارجية
- توماس إبراهام على موقع إي آس بي آن كريك إنفو (الإنجليزية)